# Колпо
Колпо (фр. Colpo) насеље је и општина у северозападној Француској у региону Бретања, у департману Морбијан која припада префектури Ван.
По подацима из 2011. године у општини је живело 2245 становника, а густина насељености је износила 84,78 становника/km². Општина се простире на површини од 26,48 km². Налази се на средњој надморској висини од 117 метара (максималној 156 m, а минималној 52 m).

## Демографија
| 1962. | 1968. | 1975. | 1982. | 1990. | 1999. | 2011. |
| ----- | ----- | ----- | ----- | ----- | ----- | ----- |
| 1.222 | 1.231 | 1.158 | 1.378 | 1.659 | 1.809 | 2.245 |

График промене броја становника у току последњих година